# Eana
Eana is een geslacht van vlinders van de familie bladrollers (Tortricidae), uit de onderfamilie Tortricinae.

## Soorten
- E. agricolana (Kennel, 1918)
- E. andreana (Kennel, 1919)
- E. antiphila (Meyrick, 1913)
- E. argentana - Zilverbladroller (Clerck, 1759)
- E. biruptana (Chrétien, 1911)
- E. canescana (Guenee, 1845)
- E. caradjai Razowski, 1965
- E. clercana (Joannis, 1908)
- E. cottiana (Chretien, 1898)
- E. cyanescana (Real, 1953)
- E. darvaza (Obraztsov, 1943)
- E. derivana (de La Harpe, 1858)
- E. dominicana (Kennel, 1918)
- E. dumonti (Réal, 1953)
- E. filipjevi (Real, 1953)
- E. freii Weber, 1945
- E. georgiella (Hulst, 1887)
- E. herzegovinae Razowski, 1959
- E. hungariae Razowski, 1958
- E. idahoensis Obraztsov, 1963
- E. incanana - Hoekbandbladroller (Stephens, 1852)
- E. incognitana Razowski, 1959
- E. incompta Razowski, 1971
- E. infuscata (Réal, 1953)
- E. italica (Obraztsov, 1950)
- E. jackhi Razowski, 1959
- E. jaechki Razowski, 1959
- E. joannisi (Schawerda, 1929)
- E. maroccana Filipjev, 1935
- E. nervana (Joannis, 1908)
- E. nevadensis (Schawerda, 1929)
- E. osseana - Crèmekleurige bladroller (Scopoli, 1763)
- E. pallifrons Razowski, 1958
- E. penziana (Thunberg, 1791)
- E. rastrata (Meyrick, 1910)
- E. rundiapicana Razowski, 1959
- E. sarmarcandae Razowski, 1958
- E. schoenmanni Razowski, 1959
- E. similis Razowski, 1965
- E. tibetana (Caradja, 1939)
- E. vetulana (Christoph, 1881)
- E. viardi (Real, 1953)